# ذخیره استراتژیک
ذخیره استراتژیک (انگلیسی: Strategic reserve) یا ذخایر استراتژیک ذخیره کالا یا اقلامی است که توسط دولت‌ها، سازمان‌ها یا مشاغل به منظور پیگیری یک استراتژی خاص یا برای مقابله با رویدادهای غیرمنتظره، از استفاده عادی، بازداشته می‌شود.
پروژه‌های ملی و بین‌المللی متعددی با هدف حفظ ثروت طبیعی و تنوع زیستی موجود در صورت انقراض جمعی یا فاجعه جهانی وجود دارد. مرکز خزانه جهانی بذر سوالبارد، که در سال ۲۰۰۸ افتتاح شد، بر جمع‌آوری نمونه‌های تکراری از بذرهای گیاهی از سراسر جهان تمرکز دارد و در حال حاضر نزدیک به ۱ میلیون نمونه بذر کشاورزی مختلف را در خود جای داده است. گفته می‌شود ظرفیت نهایی ذخیره‌سازی ۴٫۵ میلیون نمونه بذر است. یکی دیگر از این موسسات، کشتی یخ‌زده، بر حفظ دی‌ان‌ای گونه‌های جانوری در معرض خطر انقراض برای نسل‌ها تمرکز دارد.

## انواع ذخیره استراتژیک
یک ذخیره استراتژیک می‌تواند موارد زیر باشد:
دارای ماهیت مالی مانند بودجه محصور یا ذخایر سرمایه‌ای یک شرکت بزرگ. یک کالا، مانند ذخایر مداخله‌ای غذا یا بنزین (به امنیت عرضه و ذخایر استراتژیک نفت مراجعه کنید)
ماشین‌آلات خاص، مانند واگن‌های راه‌آهن یا لوکوموتیوهای بخار، که در شرایط اضطراری مورد استفاده قرار می‌گیرند.
نمونه‌هایی از ذخایر کالا:
- ذخایر استراتژیک جهانی نفت
- ذخایر نفت گرمایش خانگی شمال شرقی
- ذخایر استراتژیک اورانیوم
- ذخایر ملی هلیوم
- ذخایر استراتژیک غلات
- ذخیره طلا
- ذخایر استراتژیک بین‌المللی فدراسیون تولیدکنندگان شربت افرا کبک
- ذخایر استراتژیک ملی - لوازم پزشکی در ایالات متحده

برخی از کشورها ذخایر استراتژیک غیرمعمول خود را از غذا یا کالاهایی که بیشترین ارزش را دارند، مانند پنبه، کره، گوشت خوک، کشمش یا حتی شربت افرا، ایجاد می‌کنند.

## ذخایر استراتژیک انرژی
«ذخیره استراتژیک یک مکانیسم ظرفیت مبتنی بر حجم است که در آن یک ظرفیت مستقر مرکزی خارج از بازار برق نگهداری می‌شود و تنها در صورتی استفاده می‌شود که شرکت‌کنندگان بازار تولید کافی برای تأمین تقاضای کوتاه‌مدت ارائه ندهند.»
ذخیره استراتژیک همچنین می‌تواند به عنوان یک ابزار اقتصادی برای تثبیت سرمایه‌گذاری در یک صنعت خاص و ایجاد انگیزه سرمایه‌گذاری کافی همان‌طور که در مثال زیر توضیح داده شده است، اعمال شود. این بار، ذخیره استراتژیک به عنوان مجموعه‌ای از نیروگاه‌ها یا قراردادهای تقاضای قابل قطع تعریف می‌شود که همگی توسط اپراتور سیستم انتقال، کنترل می‌شوند و می‌توانند در زمان کمبود موقت برق مورد استفاده قرار گیرند. ذخیره استراتژیک لزوماً به معنای تغییر ظرفیت تولید موجود نیست، اپراتور سیستم انتقال فقط کنترل نیروگاه‌های خاص را به دست می‌گیرد یا حتی از تعطیلی برخی از نیروگاه‌ها جلوگیری می‌کند. فعال شدن چنین ذخیره استراتژیکی به دلیل کمبود حجم تولید با قیمت‌هایی بالاتر از هزینه‌های متغیر واحدهای تولیدی می‌تواند منجر به افزایش میانگین قیمت برق شود و بنابراین سرمایه‌گذاری‌های بیشتری را در بخش ظرفیت تولید ایجاد کند. هدف اصلی بازار از ذخیره استراتژیک در اینجا تضمین انگیزه سرمایه‌گذاری مربوطه است. یکی از اپراتورهای سیستم انتقال اصلی اروپایی، شرکت بلژیکی ایلیا سیستم اپراتور است که در بلژیک و آلمان فعالیت می‌کند.